# Youssef El-Arabi
Youssef El-Arabi (arabisch يوسف العربي, DMG Yūsuf al-ʿArabī; * 3. Februar 1987 in Caen) ist ein marokkanisch-französischer Fußballspieler, der seit 2019 als Mittelstürmer für den griechischen Erstligisten Olympiakos Piräus spielt.

## Karriere

### Verein
Der in Caen geborene Youssef El-Arabi debütierte am 20. Dezember 2008 für SM Caen in der Ligue 1 gegen Olympique Lyon. Nach dem Abstieg mit seinem Verein konnte er in der darauffolgenden Saison elf Tore in 34 Spielen in der Ligue 2 erzielen und entwickelte sich dadurch zum Stammspieler in seiner Mannschaft. Nach dem direkten Wiederaufstieg mit Caen gelangen ihm in der Saison 2010/11 17 Ligaspieltore.
Daraufhin wechselte er im Sommer 2011 für eine Ablöse von siebeneinhalb Millionen Euro zum saudi-arabischen Verein Al-Hilal. Dort schoss er in der Saison 2011/12 in 23 Spielen 17 Tore.
Im Juli 2012 unterschrieb er beim spanischen Erstligisten FC Granada einen Dreijahresvertrag.
Im Juli 2016 wechselte El-Arabi in die katarische erste Liga zu Lekhwiya SC. Der Verein benannte sich zur Spielzeit 2017/18 nach einer Fusion mit Al-Jaish in Al-Duhail SC um.
Im August 2019 wechselte El-Arabi erneut nach Europa, zu Olympiakos Piräus in die erste griechische Liga.

### Nationalmannschaft
Am 20. September 2010 debütierte er für Marokko gegen die Zentralafrikanische Republik. Am 10. August 2011 erzielte er sein erstes Länderspieltor in einem Freundschaftsspiel gegen den Senegal.

## Auszeichnungen
Qatar Stars League
- Torschützenkönig: 2016/17, 2017/18